# Fagott
Das Fagott ist ein Holzblasinstrument in der Tenor- und Basslage mit Doppelrohrblatt.

## Aufbau und Funktion

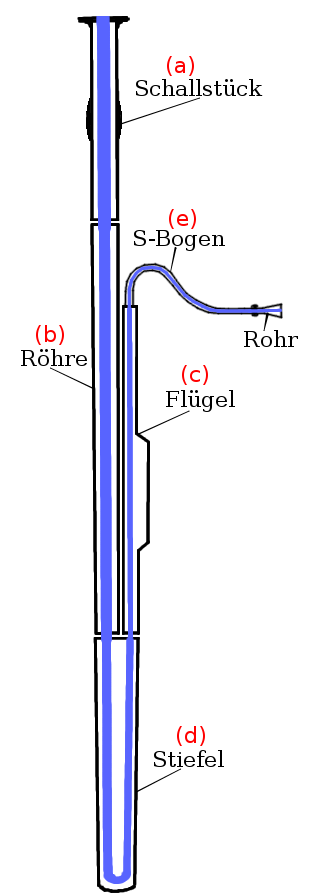
Querschnitt

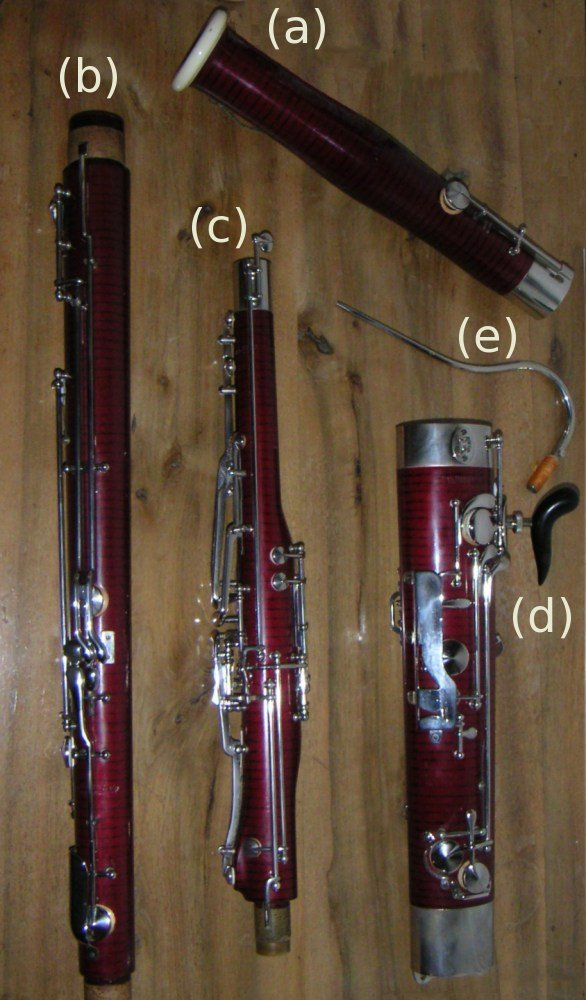
Teile des Fagotts

### Der Korpus
Der Korpus des Fagotts besteht aus vier Teilen:
(a) Das Schallstück (auch „Haube“, „Stürze“, „Trichter“, „Kopf“ oder „Glocke“) wird auf die
(b) Bassröhre (auch „Bassstange“, „Stange“ oder „Rohr“) gesteckt, welche neben dem
(c) Flügel im
(d) Stiefel (auch „Doppelloch“) fixiert ist.
An diesen Teilen befinden sich die Tonlöcher und Klappen, mit denen die Länge der schwingenden Luftsäule und damit die Tonhöhe verändert werden kann (vgl. Tonerzeugung bei Holzblasinstrumenten). Die Holzteile werden meist aus Ahorn hergestellt, das „französische System“ (s. u.) ist aus Palisander. Am Stiefel befindet sich eine Stütze (sogenannte Hand- oder Daumenstütze) für die rechte Hand, die die Unabhängigkeit aller fünf Finger ermöglicht.
In den Flügel wird der S-Bogen (e) gesteckt, dem seine Form den Namen gibt. Je nach Vorlieben und Bedarf des Spielers kann er aus verschiedenen Metallen und Legierungen bestehen (z. B. Neusilber, Messing, Silber, Gold oder Platin). Ähnlich wie beim Geigenbogen ist die Suche nach dem S-Bogen, der perfekt zum Fagott passt, oft sehr langwierig. Fagottisten besitzen meist mehrere S-Bögen in verschiedenen Längen, um das Instrument grob zu stimmen.
Das Instrument ist ungefähr 1,35 m hoch, die gesamte Rohrlänge beträgt aber inklusive S-Bogen ca. 2,55 m, da sie aus zwei Röhren resultiert, die nebeneinander liegen: Im Stiefel, der aus diesem Grund auch „Doppelloch“ genannt wird, verlaufen zwei parallele Bohrungen, die am unteren Teil durch ein U-förmiges Messingrohr miteinander verbunden sind. Auf der Querschnittsgrafik ist in blauer Farbe die Luftsäule in ihrer größten Ausdehnung, also beim Spielen des tiefsten Tones (Kontra-B), abgebildet: Sie beginnt beim Rohr, geht dann zum S-Bogen, geht über den Flügel in den einen Teil des Stiefels, beschreibt dort eine Haarnadelkurve, um dann über die andere Hälfte in die schwach konische Bassstange zu laufen und im Schallstück zu enden.

### Die Mechanik

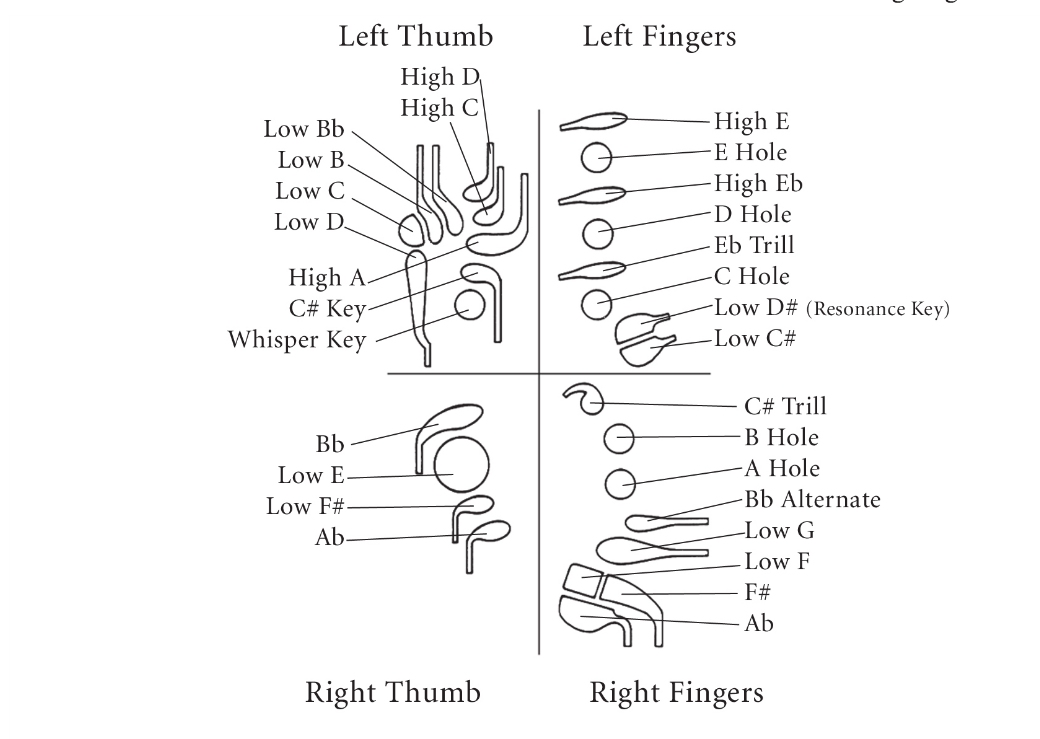
Ein Diagramm aller Klappen auf einem Standard-Fagott

Das Fagott verfügt über 19 Tonlöcher für das chromatische Spiel und bis zu neun zusätzliche Löcher zur Verbesserung der Intonation und Spielbarkeit. Drei Tonlöcher am Flügel und zwei Tonlöcher am Stiefel werden direkt mit den Fingern abgedeckt und sind bei modernen Fagotten oft mit leicht überstehenden Kautschuk- oder Silberhülsen ausgekleidet. Die restlichen Tonlöcher werden mit Hilfe einer komplizierten Klappenmechanik aus versilbertem oder vernickeltem Neusilber geöffnet oder geschlossen. Der Daumen der rechten Hand ist dabei allein für vier Klappen, der Daumen der linken Hand für bis zu neun Klappen zuständig. Zur Entlastung der rechten Hand kann am Stiefel eine Handstütze (Daumenstütze) montiert werden.

### Das Rohrblatt

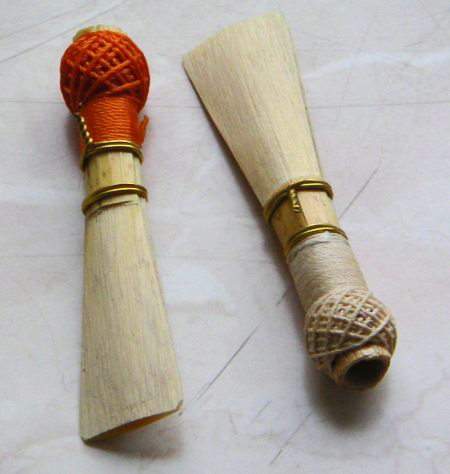
Zwei Fagott-Rohre

Der eigentliche Tonerzeuger des Fagotts ist das Doppelrohrblatt (kurz „Rohr“ genannt), das auf den S-Bogen aufgesteckt wird. Durch das periodische Öffnen und Schließen der beiden Blätter wird die Luftsäule im Instrument in Schwingung versetzt und damit ein Ton erzeugt. Es besteht aus Pfahlrohr (wissenschaftlicher Name Arundo donax), einer besonderen, im Mittelmeerraum beheimateten Schilfart und wird üblicherweise vom Spieler selbst gebaut und bearbeitet. Feinste Änderungen in der Wahl des Holzes, der Wölbung und des Dickenverlaufes haben hier große Auswirkungen auf das Schwingverhalten und somit die Spielbarkeit und den Klang. Die Herstellung von Fagottrohren ist ein langwieriger Prozess, der einiges an Erfahrung voraussetzt.
Ein gutes Rohr kann, je nach Intensität der Nutzung, durchschnittlich etwa drei bis zehn Wochen gespielt werden, bevor es unbrauchbar wird. Während dieser Zeit kann sich das Holz immer wieder verändern, sodass es nachgearbeitet werden muss.
Ein Rohr, das für einen Fagottisten ideal ist, kann für einen anderen Spieler oder mit einem anderen Instrument nur schwer spielbar sein.

### Klang und Tonumfang
Der Klang des Fagotts wird in tiefen Lagen gern als sonor, in der Tenorlage als „kantabel“ beschrieben. Im Kasten sind Tonbeispiele aus der 4. Sinfonie von Beethoven (Staccato-Stelle) und aus Rimski-Korsakows „Scheherazade“ (lyrische Stelle) verlinkt.
Die Grundskala vom „leeren Ton“ (jenem Ton, der erklingt, wenn alle Tonlöcher offen sind) abwärts bis zum tiefsten Ton, der ohne Zuhilfenahme der Daumen gegriffen werden kann, ist f–F (mit H statt B). So gesehen wird das Fagott ähnlich gegriffen wie eine Altblockflöte oder das tiefe Klarinettenregister. Notiert wird wegen des großen Tonumfangs im Bass-, Tenor- und mitunter im Violinschlüssel, und zwar in wirklicher Tonhöhe ohne Transposition.
Der tiefste Ton des Instrumentes ist das Kontra-B, seit Ende des 19. Jahrhunderts schreiben Komponisten manchmal auch ein Kontra-A vor, das mit einem anderen, vergrößerten Schallstück (der sogenannten Tristan-Stürze) gespielt werden kann. Weil der Einsatz desselben das Instrument aber klanglich beeinträchtigt, wird es jedoch vermieden.
In der Höhe liegt die Grenze je nach Spieler, Instrument, S-Bogen und Rohr unterschiedlich: Das e′′ ist für geübte Spieler kein Problem, als professioneller Spieler kann man auch das g′′ erreichen, wie es z. B. György Ligeti in seinem Violinkonzert vorschreibt. Der höchste Ton der offiziellen Heckel-Grifftabelle ist das as′′, theoretisch gibt es aber kein oberes Ende.

### Spieltechnik

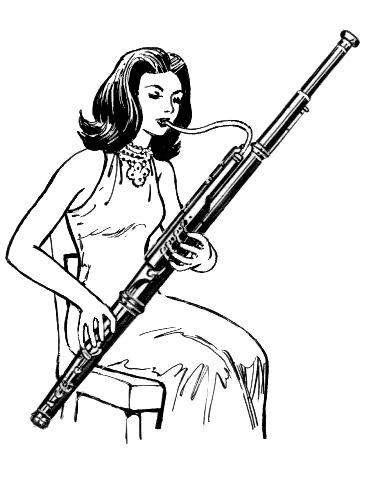
Idealisierte Darstellung einer sitzenden Fagott-Spielerin

Der Spieler hält das Fagott diagonal vor dem Körper. Wegen des hohen Gewichts ist ein Hilfsmittel notwendig; meistens ein Hals- oder Schultergurt mit Haken, der in eine dafür vorgesehene Öse am oberen Rand des Stiefels eingehängt wird. Mit einem Balancehalter (für die Balance) kann bei dieser Tragweise der Schwerpunkt des Instruments individuell eingestellt werden. Andere Möglichkeiten der Entlastung des Spielers bieten Sitzgurte (werden an einer Öse an der Unterseite des Stiefels befestigt), Beinstützen oder Spielständer. Eine Besonderheit des Fagotts sind die bis zu drei sogenannten Schleifklappen. Sie werden beim nicht gebundenen Spiel in der Mittellage bzw. beim Sprung in die Mittellage des zweiten Registers nur kurz beim Anblasen des Tones geöffnet, um das Ansprechen zu erleichtern, und dann meistens sofort wieder geschlossen, um die Intonation und den Klang des entsprechenden Tones zu verbessern.
Wie bei anderen Holzblasinstrumenten gibt es eine Reihe von Extended techniques, darunter Multiphonics, Flatterzunge, Zirkularatmung, Doppel- und Tripelzunge sowie Obertöne.

### Akustik
Der Hauptformant des Fagotts liegt bei 500 Hz, Nebenformanten in den Bereichen um 1150, 2000 und 3500 Hz; die Klangfarbe des Instruments ähnelt daher dem Vokal „o“. Unterhalb des Hauptformanten fällt das Schallleistungsspektrum mit etwa 8 dB/Oktave ab, Grundtöne sind daher in der tiefen Lage entsprechend schwach ausgebildet.
Die Akustik des Fagotts, insbesondere seine Abstrahlcharakteristik, war bereits Gegenstand umfassender wissenschaftlicher Untersuchungen. Hierbei wurde u. a. mit akustischen Kameras ermittelt, dass die Schallabgabe in der Medianebene wenig variiert, in der Horizontalen jedoch stark irregulär erfolgt. Für tiefe Frequenzen gilt grundsätzlich, dass diese omnidirektional abgestrahlt werden, während hohe Frequenzen stärker gerichtet sind. Als richtungsunabhängig prominent stellte sich durch Messungen der technischen Universität Helsinki der 3. Oberton heraus, während darunterliegende eher nach rechts vorne abgegeben werden. Im Rahmen einer Dissertation der TU Dresden durchgeführte Anblasungen ergaben, dass sich das Resonanzverhalten eines Instruments bei Kenntnis seiner Korpusgeometrie anhand akustischer Impedanzspektren vorausberechnen lässt. Bei Experimenten mit Nachbildungen des menschlichen Mundes wurden Zusammenhänge zwischen der Spannkraft der Lippen sowie der Spieldynamik nachgewiesen.

### Dynamik
Das Fagott besitzt eine Dynamikspanne von etwa 33 dB. In zehn Metern Entfernung erreicht das Instrument im Pianissimo (pp) etwa 50 dB, im Fortissimo (ff) etwa 83 dB.

## Geschichte

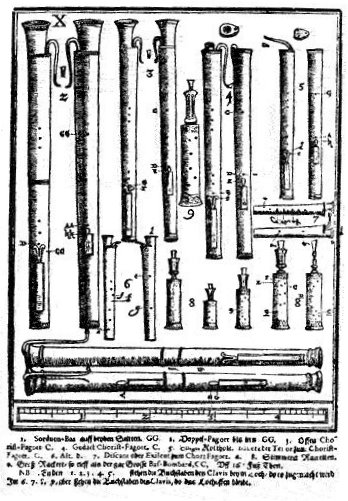
Dulziane im Syntagma musicum

### Etymologie
Der Name des Instruments ist aus dem Italienischen (fagotto) entlehnt und als solcher seit dem frühen 16. Jahrhundert nachweisbar (in der Form Fagott erstmals 1518), im Deutschen erst rund einhundert Jahre später. Unsicher ist, wie er etymologisch zu erklären ist. Im Italienischen bedeutet fagotto auch „Reisig“, und so ist die Vermutung naheliegend, dass das Instrument nach seiner mehrteiligen Bauart benannt ist, also „weil es sich in mehrere Teile zerlegen und wie ein Reisbündel zusammenpacken lässt“ (Friedrich Christian Diez). Diese Erklärung findet sich erstmals 1636 in den Schriften des französischen Musikgelehrten Marin Mersenne und ist seither vielfach wiederholt worden, mag aber eine gelehrte Pseudoetymologie darstellen. Einiges spricht dafür, dass es sich bei der Bezeichnung des Instruments und it. fagotto „Bündel“ – bzw. dem gleichbedeutenden frz. fagot, das Mersenne anführte – um bloße Homonyme handelt, also um zwei gleichlautende, aber grundverschiedene, also nicht verwandte Wörter. Zumindest im Italienischen war der Wortsinn „Reisig“ im 16. Jahrhundert offenbar noch ungebräuchlich und scheint sogar der jüngere sein. Im Okzitanischen ist fagot in dieser Bedeutung hingegen schon im 13. Jahrhundert nachweisbar, doch ist die Etymologie dieses Wortes ebenfalls dunkel, zumal es in den anderen romanischen Sprachen (also Spanisch, Katalanisch und Portugiesisch) keine Entsprechung findet oder erst spät aus dem Französischen entlehnt wurde. Vermutet wird unter anderem eine Ableitung von lateinisch fagus „Buche“ oder auch ein germanischer Ursprung (vgl. altnordisch fagg „Stapel, Bündel“). Diez und Ernst Gamillscheg leiteten es hingegen von lateinisch fax „Kienspan“ bzw. von einer Diminutivform (*facellus > *facottus) dieses Wortes her, das auch deutsch Fackel ergab. Im Lateinischen vergleicht sich außerdem wohl die Bezeichnung des zeremoniellen Rutenbeils der römischen Liktoren, des fascis, im Griechischen φάκελος (phákelos) „Bündel“, zugrunde liegt allen letztlich wohl die indogermanische Wurzel *pak- „flechten, binden“.
Rätselhaft ist, wie sich das Fagott zum Phagotum verhält, einer Art Miniaturorgel, die nach Auskunft von Teseo Ambrogio degli Albonesi in seiner 1539 in Pavia gedruckten Introductio In Chaldaicam Lingua, Syriaca[m], atque Armenica[m] um 1520 von seinem Onkel Afranio degli Albonesi entwickelt wurde, einem aus dem heutigen Serbien stammenden, aber im italienischen Ferrara bepfründeten Kanonikus. Bemerkenswert ist in jedem Falle, dass Teseo Ambrogio den Namen dieser der Nachwelt nicht erhaltenen Apparatur rund 100 Jahre vor Mersenne erklärte und dabei nicht etwa auf Reisig- oder andere Bündel verwies, sondern auf lat. fagus „Buche“ sowie auf gr. φαγεῖν phageín „essen“ oder vielmehr dessen Partizip Perfekt Aktiv πεφαγώς, Akk. πεφαγότα (pephagṓs, pephagóta), also „gegessen habendes“, weil das ausgetüftelte Windwerk des ominösen „Phagotums“ in der Lage sei, verschiedenste Töne zu „essen“ und auf Knopfdruck wieder von sich zu geben.
Einige Komponisten wie Richard Wagner oder Richard Strauss schrieben in ihren Partituren noch „erster oder zweiter Fagott“, in jüngerer Zeit hat sich jedoch das sächliche Genus durchgesetzt.

### Vorläufer
Mit der Weiterentwicklung der Mehrstimmigkeit im Übergang vom Mittelalter zur Renaissance erweiterte sich gleichzeitig die Vielfalt der Instrumente. Man entwickelte aus einzelnen Instrumenten komplette (Register-)Sätze von Sopran bis Bass. Wirklich neu waren hier die verschiedenen tiefen Doppelrohrblattinstrumente, wie der Bass-Pommer und das konische Renaissance-Rankett. Sie alle können als Ahnen des Fagottes gelten, von der Form her wird aber gemeinhin der Dulzian als Vorläufer bezeichnet. Er wurde noch aus einem einzigen Holzstück gefertigt und hatte bereits eine konische Bohrung.

### Barock
Mitte des 17. Jahrhunderts begannen findige Holzblasinstrumentenbauer, das Instrument aus mehreren, getrennten Teilen herzustellen: Dies gilt in der Musikgeschichte als die Geburtsstunde des Fagotts, das sich von nun an vor allem aus zwei Gründen gegen andere tiefe Rohrblattinstrumente durchsetzen konnte: Zum einen stieg die Qualität der Instrumente, da die Einzelteile genauer gedrechselt und gebohrt werden konnten als der ganze Block, zum anderen gewann das Fagott auch bei fahrenden Musikern an Beliebtheit, weil es handlicher zu transportieren war als andere Bassinstrumente wie Kontrabass oder Viola da gamba. Fagotte (und Dulziane) existierten damals noch in verschiedenen Größen und Stimmungen, die heute, mit Ausnahme des eine Oktave tieferen Kontrafagotts, weitgehend verschwunden sind.
Siehe auch: Barockfagott

### Die Heckel-Reform

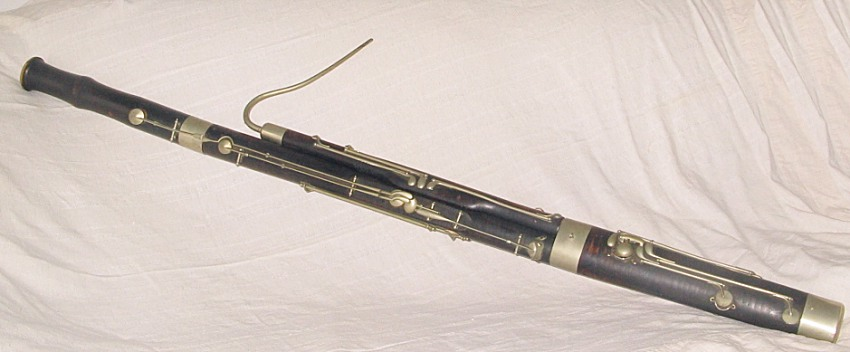
Fagott, um 1870 (Heckelsystem)

Im Laufe der Zeit erhielt das Instrument, das zunächst nur mit einigen Tonlöchern und wenigen Klappen (Bis 1780 etwa 3–4, um 1800 dann bis zu 10 Klappen) ausgestattet war, zahlreiche zusätzliche Klappen, die die Chromatik und das Spielen in höheren Lagen erleichterten. Endgültig reformiert wurde die Bauart dann in den 1830er Jahren von Johann Adam Heckel in Wiesbaden-Biebrich, der hierfür mit dem Fagottisten Carl Almenräder (1786–1843) zusammenarbeitete.
Interessanterweise nahm genau zu dieser Zeit der solistische Einsatz des Fagotts in Orchester und Kammermusik stark ab, was möglicherweise darauf zurückgeht, dass die Musiker Zeit brauchten, um sich auf das neue Instrument einzustellen. Das Heckel-System ist heute auf fast allen modernen Fagotten zu finden und wird auch von anderen Firmen wie Fox, Moosmann, Püchner, Schreiber, Mollenhauer oder Yamaha verwendet. Nur in Frankreich findet man noch in manchen Orchestern das Buffet-System (basson), das dem klassischen Instrument ähnlicher ist und etwas nasaler klingt.

### Weitere Mitglieder der Fagottfamilie
Inzwischen sind die Quint-, Quart- und Oktavfagotte (Fagottino) wieder auferstanden. Dies sind in der Mechanik deutlich abgespeckte und quasi maßstabsgerecht verkleinerte Fagotte, die aufgrund ihrer Bauart transponieren, d. h. eine Quarte/Quinte/Oktav höher klingen als notiert. Klanglich haben sie damit weniger gemein mit dem Bassinstrument Fagott. Der Ton ist aggressiver, Tonumfang und Dynamikmöglichkeiten sind deutlich eingeschränkt, Noten müssen unter Umständen umgeschrieben werden. Sie werden aufgrund der geringeren Größe (geringere Fingerlochabstände) und Gewicht als Einstiegsinstrumente für Kinder genutzt. Mit dem Fagonello wird versucht, mithilfe einer kindgerechten Mechanik, geringeren Gewichts und einfacheren Aufbaus, Kinder früh an das Fagott heranzuführen.
Für das Spiel in tieferen Tonlagen siehe das Stichwort Kontrafagott.

## Verwendung in der Musik

### Solo-Literatur
Die ältesten Solowerke, die am Fagott gespielt werden, sind meistens für ein tiefes Instrument ohne nähere Angabe komponiert, zum Beispiel die Canzonen für ein Bassinstrument und Generalbass von Frescobaldi. Im 17. Jahrhundert wurde unter dem Namen „Fagotto“ noch der Dulzian verlangt, immerhin zunehmend explizit. In der Spaltklang-Besetzung war die Fagott-/Dulzian-Stimme unverzichtbarer Bestandteil.
Antonio Vivaldi schrieb 39 Solokonzerte für das Barockfagott. Eines der ersten großen definitiv für Fagott konzipierten Werke ist die Sonate in f-Moll von Telemann. Andere wichtige Solosonaten aus der Barockzeit stammen von Johann Friedrich Fasch und Joseph Bodin de Boismortier.
In der Klassik und frühen Romantik wurden zwar kaum Fagottsonaten, dafür aber die bedeutendsten Konzerte komponiert, allen voran die Werke von Mozart, Carl Maria von Weber und Johann Nepomuk Hummel. Auch kleinere Meister wie Johann Baptist Vanhal, Carl Stamitz, Franz Danzi produzierten interessante Werke, und selbst von Gioacchino Rossini gibt es ein Konzert, dessen Urheberschaft allerdings noch nicht restlos geklärt ist.
Nicht zuletzt durch die Reform des Klappensystems (s. o.) spielt das Fagott ab der Mitte des 19. Jahrhunderts zunächst eine verstecktere Rolle, erst im 20. Jahrhundert entstehen wieder wichtige Werke wie die Sonaten von Camille Saint-Saëns, Paul Hindemith, Josef Schelb, Alexandre Tansman, die Solostücke von Malcolm Arnold, Bertold Hummel, Egon Wellesz und Hans Erich Apostel oder das „Duett-Concertino“ für Klarinette, Fagott und Streichorchester von Richard Strauss.
Wichtige zeitgenössische Werke sind „Monolog“ von Isang Yun, In Freundschaft von Karlheinz Stockhausen, „Klaus-ur“ von Heinz Holliger, die „Sequenza XII“ für Fagott solo von Luciano Berio, „Interferences I“ von Roger Boutry sowie das Fagottkonzert von André Jolivet. Maxwell Davies schrieb sein „Strathclyde Concerto Nr. 8“ für Fagott und Orchester.
Dank der teils mysteriösen und geheimnisvollen Klangfarbe des Fagottes hat das Instrument vermehrt Eingang in moderne alternative Musikrichtungen gefunden, so zum Beispiel bei Tom Waits. Sein Album „The Black Rider“, eine Freischützengeschichte, ist geprägt von Fagott und Bassklarinette.

### Kammermusik

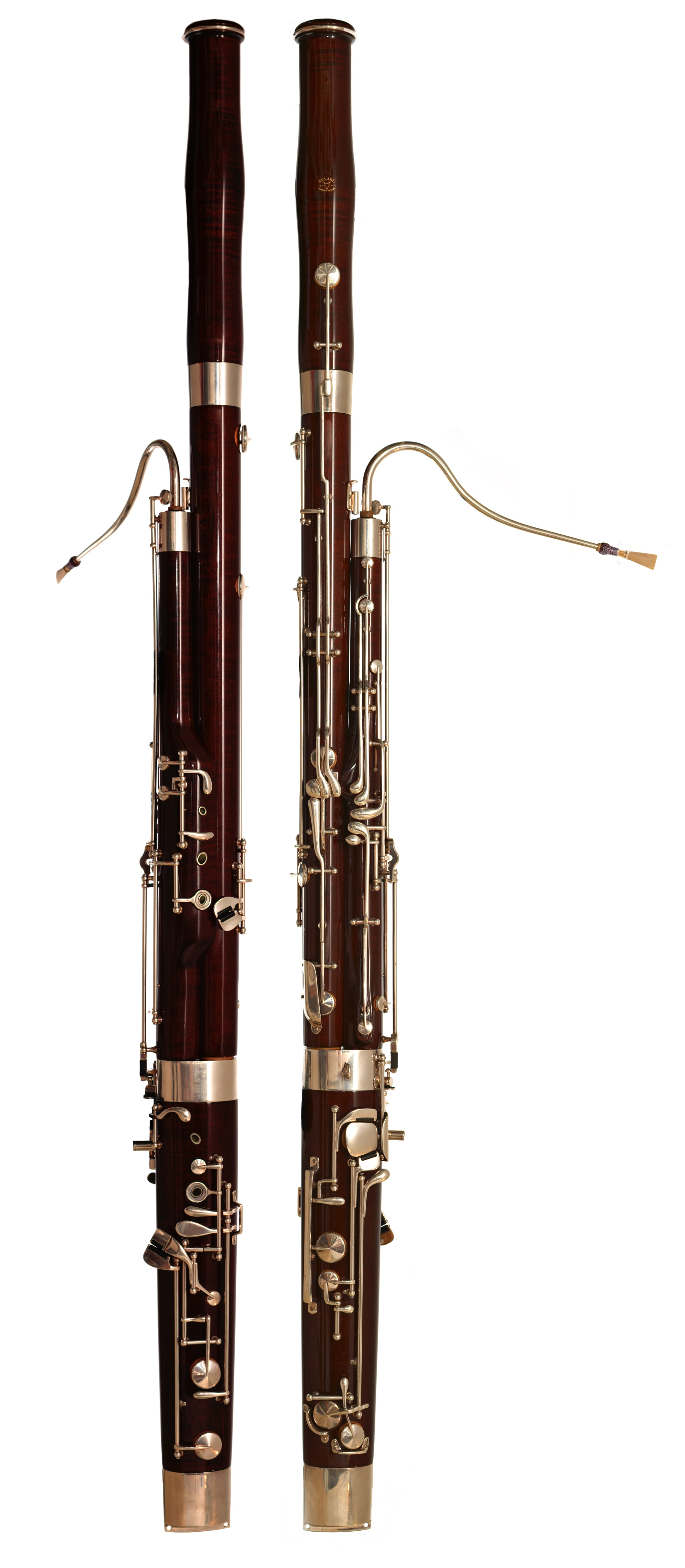
Fox-Renard-Fagott

In der reinen Holzbläser-Kammermusik spielt das Fagott eine wichtige Rolle, da es meistens die Bassfunktion hat. In Harmoniemusiken, Bläseroktetten und -sextetten sind meistens zwei, im Holzbläserquintett ein Fagott besetzt. Seit dem 20. Jahrhundert gibt es verstärkt auch freiere Formen wie die verschiedenen Duos mit anderen Instrumenten von Francis Poulenc, Heitor Villa-Lobos und Sofia Gubaidulina.
Ein Spezialfall in der Bläserkammermusik sind die beiden Quintette für solistisches Klavier und vier Bläser von Mozart und Beethoven.
Auch in der gemischten (Bläser- und Streicher-) Kammermusik hat das Fagott vielfältige Aufgaben, wie im Oktett von Franz Schubert oder im Beethoven-Septett. Duos mit Violoncello haben Mozart, François Devienne, Georges Bizet und Bertold Hummel komponiert, erwähnenswert ist außerdem das Divertissement für Fagott und Streichquintett von Jean Françaix.
siehe auch: Liste von Holzbläserquintetten (mit Fagott)

### Im Orchester

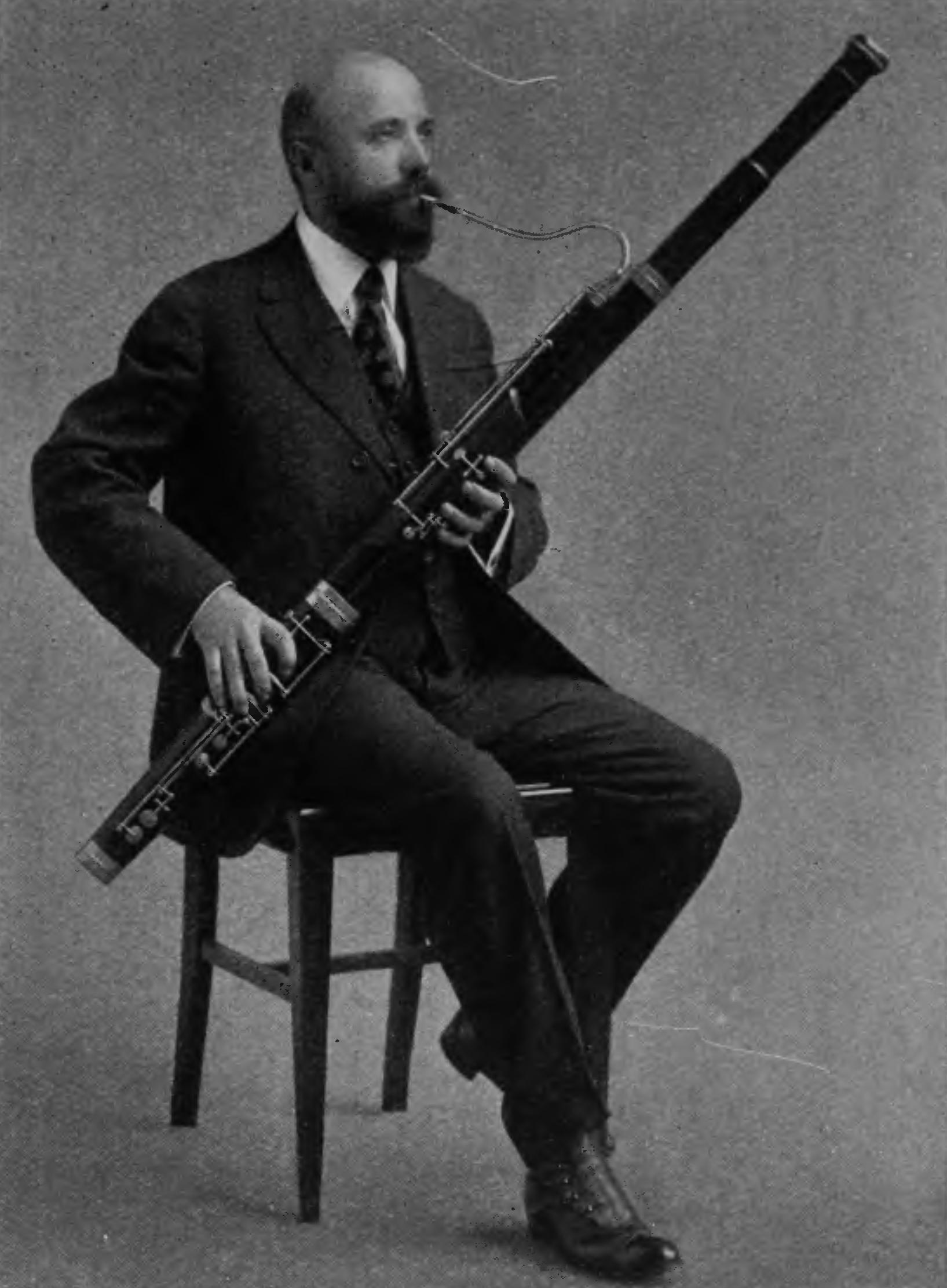
Fagottist der New Yorker Philharmoniker (1917).

Im Barockorchester wird das Fagott fast ausschließlich als Generalbassinstrument eingesetzt, vor allem bei Werken mit hohen Bläsern. Jean-Baptiste Lully verwendet in seinen Orchesterwerken gerne ein solistisches Trio aus zwei Oboen und Fagott, das er dem Streicherapparat gegenüberstellt, eine Technik, die auch von Bach und anderen Komponisten übernommen wurde.
In der Wiener Klassik emanzipiert sich das Fagott als Orchesterinstrument von der reinen Bass-Funktion und wird als Melodieinstrument den anderen Holzbläsern fast gleichgestellt: Beispiele hierfür finden sich in den späten Sinfonien und vor allem in den Klavierkonzerten von Mozart, aber auch schon bei Joseph Haydn und bei Beethoven: Er setzt das Fagott sowohl für lyrische Passagen (Coda im zweiten Satz der 5. Sinfonie) als auch für schnelle Staccato-Stellen wie im letzten Satz der 4. Sinfonie ein. Von ähnlichem Charakter ist der Einsatz des Fagotts in Mozarts Ouvertüre zu „Die Hochzeit des Figaro“. Erwähnung verdient auch das humoristische Fagott-Solo aus Antonio Salieris Ouvertüre zu „Falstaff ossia Le tre burle“, in welchem Edvard Griegs „In der Halle des Bergkönigs“ aus der Schauspielmusik zu Peer Gynt antizipiert wird.
Wie in den anderen Bereichen geht auch im Orchestralen der solistische Einsatz des Fagotts im deutschen Sprachraum um die Mitte des 19. Jahrhunderts stark zurück: Von Johannes Brahms, Anton Bruckner oder Richard Wagner wurde das Instrument vor allem wegen seiner klanglichen Mischbarkeit geschätzt: Bruckner soll das Fagott sogar einmal als die „Hure des Orchesters“ bezeichnet haben, weil es sich mit Streichern, Holz- oder Blechbläsern gleichermaßen „unauffällig“ kombinieren lässt. Wagner setzt das Fagott gerne für skurrile oder komische Effekte ein, wie bei der Beckmesser-Schlägerei in „Die Meistersinger von Nürnberg“. Diese Tradition wird von Gustav Mahler fortgesetzt und findet sich bis heute, vor allem im Bereich der Filmmusik, zum Beispiel bei Zeichentrickfilmen.
Nicht zu spüren ist diese Abwertung bei den russischen Komponisten, die die tenoralen Kantilenen des Instruments bevorzugen, die man in den Tschaikowski-Sinfonien oder in der „Scheherazade“ von Rimski-Korsakow hören kann. Auch in Italien beschenkten die großen Meister der Oper das Fagott mit dankbaren Stellen: Im „Liebestrank“ von Donizetti, in Luigi Cherubinis „Medea“ und in zahllosen Verdi-Opern finden sich Beispiele.
Die Rolle des Fagotts in der Orchestermusik des 20. Jahrhunderts ist stark geprägt durch den Einsatz des Instruments bei Strawinsky, der zu Beginn seines Sacre du printemps ein Fagottsolo in bislang unerhört hoher Lage spielen lässt (bis zum d′′) und auch sonst (in Der Feuervogel, Petruschka oder Pulcinella) viele schwierige Stellen komponierte. Im Klavierkonzert von Maurice Ravel findet sich erstmals ein e′′ in einer hörbaren Solopassage, Alban Berg geht in seinem Wozzeck bis zum f′′. Ganz in der Tradition seiner älteren Landsleute schrieb auch Schostakowitsch in seiner 9. Sinfonie eine große, hohe und lyrische Fagottkadenz.

## Bedeutende Fagottisten

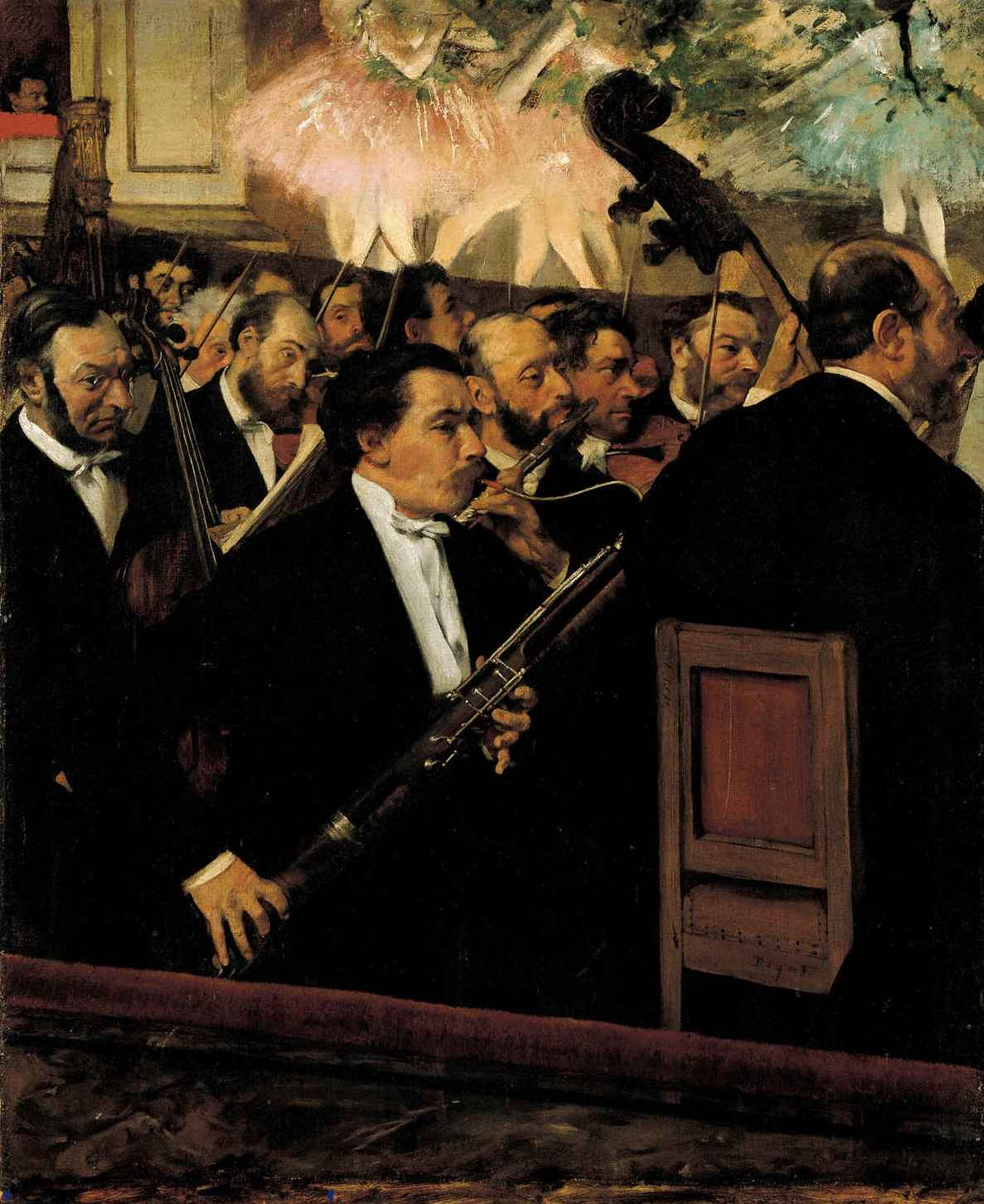
Edgar Degas: L’Orchestre de l’Opéra

Die meisten Namen früherer Fagottisten sind der Nachwelt nur erhalten, weil sie selbst Komponisten oder aber Widmungsträger einer berühmten Komposition waren. Anders liegt der Fall bei Désiré-Hippolyte Dihau, dem Fagottisten der Pariser Oper, der ein guter Freund des Malers Edgar Degas war und auf dessen Bild „L’Orchestre de l’Opéra“ (1870) im Vordergrund zu sehen ist.
Mozarts Fagottkonzert ist für Freiherrn Thaddäus Wolfgang von Dürnitz (1756–1807) geschrieben, seine „Sinfonia concertante“ für den Mannheimer Virtuosen Georg Wenzel Ritter (1748–1808). Carl Maria von Webers Konzert ist dem Münchner Fagottisten Georg Friedrich Brandt gewidmet, Richard Strauss eignete sein „Duett-Concertino“ dem damaligen Solisten der Wiener Philharmoniker mit der Widmung „Hugo Burghauser, dem Getreuen“ zu.
Komponierende Fagottisten waren unter anderem Etienne Ozi (1754–1813), François Devienne (1759–1803), Adolph Weiss (1891–1970) und Victor Bruns (1904–1996). Der englische Komponist Edward Elgar hat in einem Bläserquintett mitgewirkt, für das er selber die Stücke schrieb.
Von den modernen Fagottisten sind besonders Milan Turković und Klaus Thunemann hervorzuheben, die viel zur Entwicklung der Spieltechnik und Bekanntheit des Instruments beigetragen haben; der italienische Fagottist Sergio Azzolini ist vor allen Dingen durch sein verstärktes Engagement für das Barockfagott bekannt geworden.
Weitere wichtige zeitgenössische Musiker sind in der Liste von Fagottisten aufgeführt.

## Pädagogik
Bedeutende Verfasser von Fagottschulen und Etüdensammlungen sind Julius Weissenborn, Ludwig Milde, Alamiro Giampieri und Karel Pivonka. Die meisten von ihnen spielten selbst Fagott, auch heute noch sind einige berühmte Fagottisten auch als Pädagogen sehr erfolgreich, wie Klaus Thunemann oder Milan Turković, die unzähligen Schülern das Erreichen bedeutender Positionen in internationalen Orchestern ermöglicht haben.
Aufgrund der Größe und des Gewichts des Instruments wurde lange Zeit erst im Alter von ungefähr dreizehn Jahren mit dem Erlernen des Fagottspiels begonnen. Inzwischen scheint sich eine Regel durchzusetzen, nach der der junge Fagottist mindestens „zwei Finger breit“ oder „eine Hand breit“ größer sein soll als sein Instrument, so dass es auch schon neunjährige Fagottisten gibt. Seit den 1990ern werden aber die im 18. Jahrhundert ausgestorbenen Bauformen der kleineren, nach oben transponierenden Quart- und Quintfagotte für den Unterricht jüngerer Schüler wiederhergestellt („Fagottino“). Für diese Instrumente entstehen laufend neue Übungs- und Vortragsstücke; diese Praxis wird allerdings nicht von allen Fagottlehrern unterstützt.
Die Liste veröffentlichter Fagottschulen bietet eine Übersicht der in den letzten 250 Jahren veröffentlichten Fagottschulen.

### Instrument des Jahres 2012
Im Jahr 2012 wurde das Fagott vom Landesmusikrat Schleswig-Holstein und vom Landesmusikrat Berlin zum Instrument des Jahres gewählt.  Während dieses Jahres wurde ihm besondere Aufmerksamkeit zuteil mit dem Ziel, Aufmerksamkeit und neue Begeisterung für das Instrument zu wecken. In zahlreichen vielfältigen Konzerten, Workshops und Veranstaltungen wurde für die spezifischen Klangfarben, Spieltechniken und Feinheiten des Fagotts begeistert. Zahlreiche Veranstaltungen rund um das Fagott wurden vom Landesmusikrat gesammelt, veröffentlicht und beworben.
Die Deutsche Orchestervereinigung begrüßte und unterstützte diese Kampagnen ebenfalls.

## Sonstiges
In der Neuen Musik-Zeitung von 1882 versuchte sich an folgendem Stereotyp des Fagottisten:

„Die Fagottbläser sind im Grunde gutmüthig, äußerlich scheinbar lichtscheu und eingezogen, aber originell und wunderlich, humoristisch unter Bekannten. Bei herannahendem Alter auffallend gräulich. Ihr Fagott ist ihre Braut, sie freuen sich schon bei der Ouverture auf den 5. Act, in welchem sie einen Takt Solo zu blasen haben. Mäßig in der Lebensweise, sind sie gute Gatten und Väter; etwas Louisphilipp-artiges in ihrer Erscheinung. Keine seidene Taschentücher mehr.“

Im Jahr 2010 haben fünf Unternehmen in Deutschland insgesamt 2326 Fagotte und Oboen produziert.

### Deutsch
- Gunther Joppig: Oboe und Fagott. Ihre Geschichte, ihre Nebeninstrumente und ihre Musik. Schott, Mainz 1984, ISBN 3-7957-2345-0.
- Bodo Koenigsbeck: Die Fagott-Bibliographie. Breitkopf & Härtel (vormals Musica Rara), Wiesbaden 1994, ISBN 2-9500646-2-0.
- William Waterhouse: Fagott („Bassoon“). Bärenreiter, Kassel 2006, ISBN 978-3-7618-1871-8.

### Englisch
- William Waterhouse: The Bassoon (Yehudi Menuhin Music Guides), Kahn & Averill, London 2001, 2005. ISBN 1-871082-68-4
- William Spencer: The Art of Bassoon Playing, Summy-Birchard, Evanston Ill 1969. ISBN 0-87487-073-9

## Diskografie
- Das Fagott (Instruments in Concert). 1995, Koch-Schwann - Querschnitt über Konzerte und Kammermusik aus drei Jahrhunderten
- Musique pour Basson & Piano. 1994, Dabringhaus & Grimm - Dag Jensen und Midori Kitagawa spielen französische Kammermusik
- Fagotto concertante. 1991, ORFEO München - Milan Turkovic spielt Mozart, Françaix, Villa-Lobos und Gershwin
- Bassoon Fantasia - Mahahito Tanaka plays his favorites 1991, Pavane Records - Fagott & Klavier.
- Fagottissimo - Virtuose Raritäten für Fagotte 1990 und Fagottissima nova 1994, Dabringhaus & Grimm - Gürzenich Fagottquintett